# Ährenfischartige
Die Ährenfischartigen (Atheriniformes) sind eine Ordnung meist klein bleibender Knochenfische (Osteichthyes). Die meisten Arten sind silbrig, nur die Männchen der Regenbogenfische (Melanotaeniidae) sind oft sehr bunt.

## Verbreitung
Ährenfischartige sind weltweit, aber in sehr weit voneinander isolierten Gebieten verbreitet. Die meisten Arten leben in den Tropen und Subtropen. 210 Arten leben hauptsächlich im Süßwasser, es gibt aber auch zahlreiche im Brackwasser vorkommende Arten. 58 Arten leben an den Küsten Nordamerikas, weitere Arten in Mittelamerika und Kuba, auf Madagaskar, in Teilen Südostasiens, auf den Philippinen, auf Neuguinea und in den Flüssen Nord- und Ostaustraliens.
In der Nordsee leben nur zwei Arten: aus der Familie der Altweltlichen Ährenfische der Gewöhnliche Ährenfisch (Atherina presbyter) und der Kleine Ährenfisch (Atherina boyeri), der nur an einigen Abschnitten an der niederländischen und britischen Küste vorkommt. Im Mittelmeer kommen zwei weitere Arten hinzu, Atherina hepsetus und Atherinomorus forskalii, der erst in jüngster Zeit durch den Suezkanal zugewandert ist (Lessepssche Migration).

## Merkmale

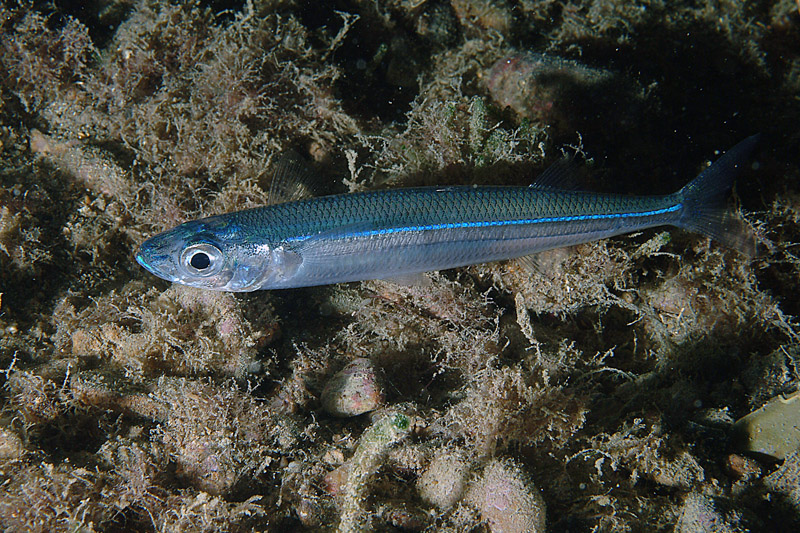
Atherina hepsetus

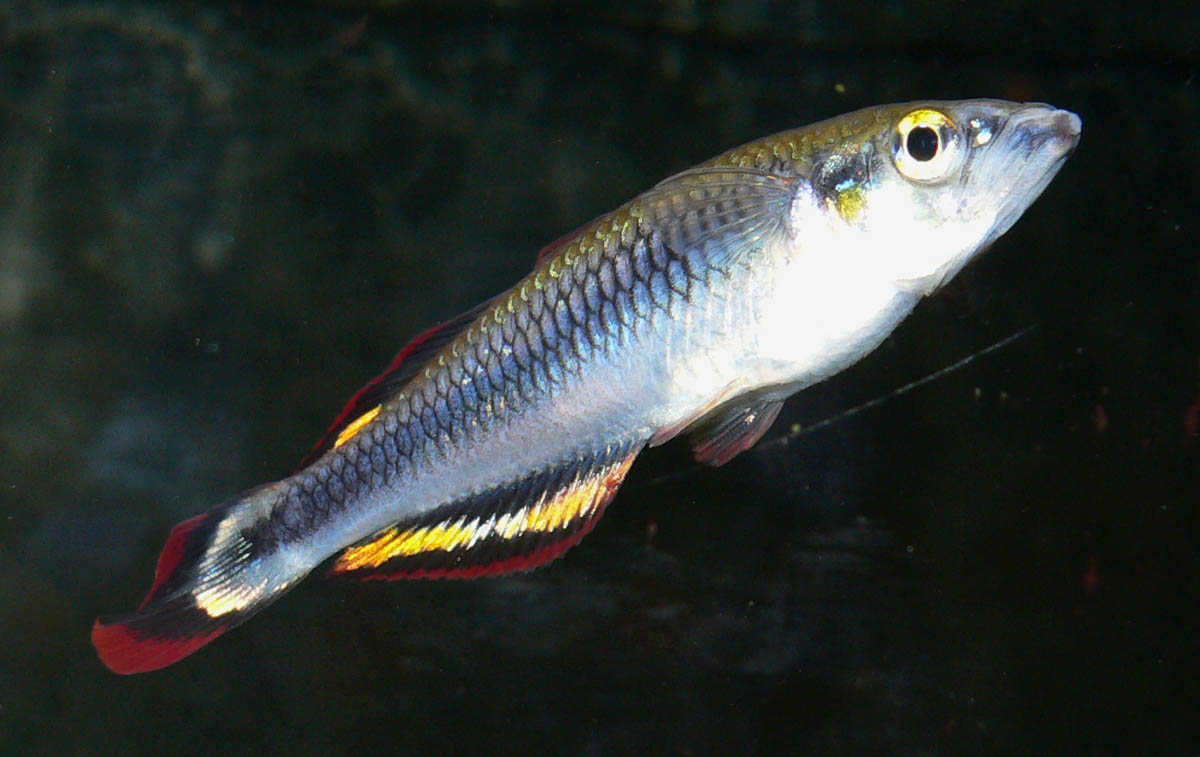
Bedotia madagascariensis

Ährenfischartige sind für gewöhnlich eher kleine, meist silbrige Fische mit langgestrecktem, seitlich abgeflachten Körper. Ausnahmen sind vor allem die oft plakativ bunt gefärbten männlichen Regenbogenfische, die in vielen Fällen auch mit zunehmendem Alter relativ hochrückig werden können. Die größte Art der Ährenfischartigen, Odontesthes bonariensis wird einen halben Meter lang.
Ährenfischartige besitzen üblicherweise zwei Rückenflossen, die erste wird von flexiblen Flossenstacheln gestützt, die zweite von einem flexiblen Stacheln und folgenden Weichstrahlen. Sie ist wahrscheinlich homolog zur einzigen Rückenflosse der nah verwandten Zahnkärpflinge (Cyprinodontiformes). Die Afterflosse hat für gewöhnlich einen Stacheln und darauf folgenden Weichstrahlen. Die Brustflossen sitzen hoch am Körper. Die Bauchflossen sind in den meisten Fällen bauchständig, seltener brust- oder kehlständig. Eine Seitenlinie ist nur schwach entwickelt und auf einige Gruben oder Kanäle in der Körpermitte reduziert oder fehlt völlig. Die Nasenöffnungen sind paarig. Die Anzahl der Branchiostegalstrahlen liegt bei 4 bis 7. Das Scheitelbein fehlt einigen Familien, bei anderen ist es vorhanden. Der Körper der Ährenfischartigen einschließlich ihres Kopfes ist mit Rundschuppen bedeckt. Sie besitzen Schlundzähne und sind Physoclisten, d. h. Schwimmblase und Darm sind nicht miteinander verbunden.
Ein charakteristisches Merkmal der Larven der Ährenfischartigen ist eine einzelne Reihe von Melanophoren auf der Rückenmittellinie, während die Larven der meisten anderen Atherinomorphae zwei oder mehr Melanophorreihen haben. Die präanale Länge (Länge vor dem Anus) der Larven beträgt weniger als 40 % der Körperlänge. Bei den meisten anderen Eurypterygii ist sie länger.

## Äußere Systematik
Die Ährenfischartigen bilden zusammen mit den Hornhechtartigen (Beloniformes) und den Zahnkärpflingen (Cyprinodontiformes) die Überordnung der Ährenfischverwandten (Atherinomorpha(e)), die in älteren Systematiken, aber auch noch bei Nelson (2006) von den Barschverwandten (Percomorpha) abgegrenzt wird. Neuere Untersuchungen sehen die Ährenfischverwandten jedoch innerhalb der Percomorpha(ceae).

## Innere Systematik
Die Ährenfischartigen umfassen 48 Gattungen und über 310 Arten. Über die Anzahl der Familien gibt es derzeit unterschiedliche Auffassungen.
Das von Joseph S. Nelson in Fishes of the World (2006) verwendete System geht von sechs Familien aus. Die nahe verwandten Gruppen der Madagassischen Ährenfische, der Blauaugen, der Sonnenstrahlenfische und der Regenbogenfische im engeren Sinn wurden dabei als Unterfamilien innerhalb der Familie der Melanotaeniidae zusammengefasst. 2004 wurden diese geographisch weit voneinander entfernt lebenden Gruppen wegen ihrer Unterschiede als eigene Familien etabliert. Um ihre Monophylie anzuzeigen wurden die vier neuen Familien gemeinsam in die neue Unterordnung Regenbogenfischverwandte (Melanotaenioidei) gestellt. Diese Unterordnung ist aber nicht allgemein anerkannt, weil sie im Widerspruch zu anderen Gruppierungen innerhalb der höheren Systematik der Ährenfischartigen steht. Allerdings stellt sie auch für Praktiker die sinnvollste Ordnung dar.
Eine Studie aus dem Jahr 2012, die mittels vergleichender genetischer Analyse erfolgte, kommt zu dem Schluss, dass die Familien Atherinopsidae, Notocheiridae und Atherinidae nicht monophyletisch sind. Danach steht Notocheirus hubbsi innerhalb der Neuweltlichen Ährenfische (Atherinopsidae), während die Gattung Iso das Schwestertaxon zu einer Klade aus allen übrigen altweltlichen Ährenfischfamilien darstellt.
Nach der neuesten und umfassendsten Systematik (Stand 2015) werden die Ährenfischartigen wie folgt eingeteilt:
- Ordnung Atheriniformes Rosen, 1966
  - Unterordnung Atherinopsoidei
    - Familie Neuweltliche Ährenfische (Atherinopsidae Fitzinger, 1873)

  - Unterordnung Atherinoidei (darin incertae sedis: Cairnsichthys)
    - Familie Altweltliche Ährenfische (Atherinidae Risso, 1827)
    - Familie Atherionidae Schultz, 1948
    - Familie Bedotiidae Jordan & Hubbs, 1919
    - Familie Dentatherinidae Patten & Ivantsoff, 1983
    - Familie Isonidae Rosen, 1964
    - Familie Regenbogenfische (Melanotaeniidae Gill, 1894)
    - Familie † Mesogasteridae Bannikov, 2008Mesogaster sphyraenoides[9]

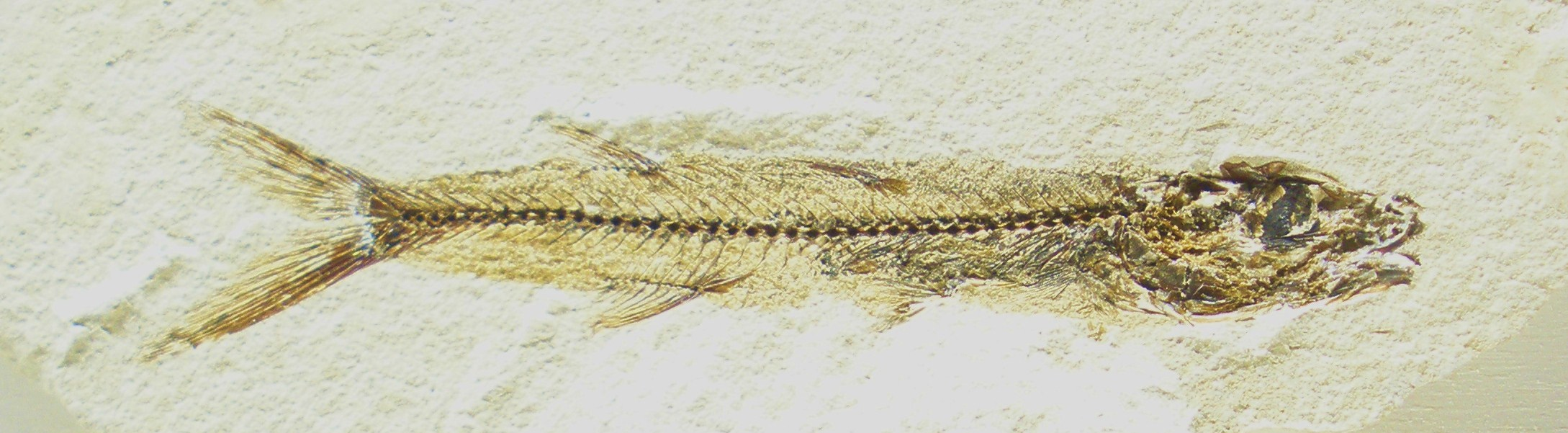
Mesogaster sphyraenoides

    - Familie Kehlphallusfische (Phallostethidae Regan, 1916)
    - Familie Blauaugen (Pseudomugilidae Kner, 1867)
    - Familie † Rhamphognathidae  Bannikov, 2008[9]
    - Familie Sulawesi-Regenbogenfische (Telmatherinidae Munro, 1958)